# Kolotoč svět
Kolotoč svět je první dlouhohrající deska české beatové skupiny George and Beatovens. Vyšla poprvé v roce 1970 v Pantonu (Pa 11 0203), podruhé byla reeditovaná v roce 1994 (Panton 81 1356-2311) jako CD a MC. V 2004 vyšlo remastrované CD u Supraphonu (SU 5533-2 311), které bylo doplněno řadou bonusových písní z původních singlů vydaných v roce 1970. Bez bonusů vyšla deska jako součást kompletu třinácti CD, nazvaných Petr Novák: Komplet 1967–1997 (Supraphon 6010-2 310).
Deska byla nahraná ve studiu Československého rozhlasu v Brně v říjnu 1969. LP bylo nahráno v obsazení Petr Novák – zpěv, Jan Farmer Obermayer – varhany, Jiří Čížek – baskytara a zpěv, Miroslav Dudáček – kytara a zpěv a Jiří Jirásek – bicí. Album aranžoval z větší části dirigent Pavel Vrba (nezaměňovat s textařem Pavlem Vrbou), kromě písně „Svítá“, již aranžoval baskytarista Jiří Čížek. O hudební režii se staral Jan Kulíšek, zvukovou režii obstarával Miloš Šindelář. Původní obal alba navrhl Michael Duba.
Skupina byla v předchozím období soustředěná zejména na singlové nahrávky, které byly velmi úspěšné díky Novákově přednesu. I přes to, že se obsazení kapely několikrát měnilo, patřilo období po roce 1968 k jejím nejvýraznějším. Na LP se setkávají rockovější, dobově populární psychedelické zvuky (zejména v ambiciózní závěrečné skladbě „Kde ticho umírá“, která se svým zvukem zcela míjí s písňovým směřováním kapely) s vroucnou, trochu až naivně folkovou polohou Novákova tenoru. To, kam chtěla skupina George and Beatovens dál pokračovat, ukazují i bonusy z reedice 2004. Na nich je slyšet silnější směřování k instrumentálním složkám písní, daleko výrazněji na nich skupina experimentuje (mj. zde slyšíme vliv skupiny Jethro Tull).
Dvě písně z alba vyšly na společném singlu z roku 1970 (Panton 04 0267) – jednalo se o skladby „Esther“ a zkrácenou verzi písně „Kde ticho umírá“.
Album patří do volného triptychu, složeného z LP Kolotoč svět (1970), Modlitba za lásku (1970) a Ve jménu lásky (1971), po nichž se Petr Novák rozhodl skupinu v této sestavě rozpustit a navrátil se k ní až později, v druhé polovině 70. let.

## Reedice z roku 2004
K remasterovanému vydání na CD bylo přidáno několik bonusů z původních singlů skupiny, které vznikaly ve stejné sestavě jako Kolotoč svět. Blíže mají ale dobou svého vzniku spíše k desce následující, Modlitbě za lásku. Všechny bonusy jsou nahrány v monofonní verzi v dubnu 1970 v pražském studiu Břevnov. Písně 10 a 11 („Ostrov dětských snů“ a „V říši pohádek“) vyšly původně na SP v roce 1970 (Panton 04 0287). Písně 12 a 13 („Mořský racek“ a „Vyrušen ze spaní“) pochází z pantonského singlu z roku 1970 (04 0288). Poslední dvě písně, čísla 14 a 15 („Noční bouře“ a „Happy end“) jsou ze singlu z vydavatelství Panton (04 0289). Na písních 12–15 hraje se skupinou její nový člen, Petr Bezpalec.
Editorem celého remasterovaného alba byl Pavel Víšek, o samotný remastering nahrávek se staral Jiří Charypar a komentář k nahrávkám napsal Jaromír Tůma. Výtvarnou podobu CD měl na starosti Honza Homola. Bonusy byly součástí kompletu třinácti CD, nazvaných Petr Novák: Komplet 1967–1997 (Supraphon 6010-2 310), kde vyšly na samostatném CD spolu s dalšími singlovými nahrávkami.

## Seznam skladeb

### Strana A
1. Takovej je svět (Petr Novák / Ivo Plicka) 4:29
2. Odkud asi chodí vítr (Miroslav Dudáček – Petr Novák / Ivo Plicka) 4:16
3. Romance o šťastném medvědářovi (Jan Farmer Obermayer / Ivo Plicka) 3:51
4. Víc než nic (Miroslav Dudáček / Ivo Plicka) 3:14
5. Svítá (Petr Novák / Ivo Plicka) 4:31

### Strana B
1. Esther (Miroslav Dudáček / Ivo Plicka) 4:57
2. Hádíth (Petr Novák / Ivo Plicka) 4:52
3. Sedm prázdných dnů (Jan Farmer Obermayer / Ivo Plicka) 2:38
4. Kde ticho umírá (Jiří Čížek / Jiří Smetana) 8:06

### Bonusy na reedici 2004
1. Ostrov dětských snů (Petr Novák / Pavel Chrastina) 3:30
2. V říši pohádek (Petr Novák / Jiří Smetana) 3:47
3. Mořský racek (Miroslav Dudáček / Jiří Smetana) 2:55
4. Vyrušen ze spaní (Jiří Čížek / Jiří Smetana) 2:51
5. Noční bouře (Miroslav Dudáček / Jiří Smetana) 3:54
6. Happy end (Jiří Čížek / Jiří Smetana) 2:54

## Obsazení
- Petr Novák – zpěv
- Jan Farmer Obermayer – varhany
- Jiří Čížek – baskytara, zpěv
- Miroslav Dudáček – kytara, zpěv
- Jiří Jirásek – bicí nástroje

### Obsazení na bonusech
- Petr Bezpalec – flétna, saxofon, zpěv (12-15)